# Asecodes
Asecodes is een geslacht van vliesvleugeligen uit de familie Eulophidae. De wetenschappelijke naam van dit geslacht is voor het eerst geldig gepubliceerd in 1856 door Förster.

## Soorten
Het geslacht Asecodes omvat de volgende soorten:
- Asecodes atripes (Girault, 1915)
- Asecodes auriceps Ashmead, 1894
- Asecodes caterinae Viggiani, 1978
- Asecodes congruens (Nees, 1834)
- Asecodes delucchii (Boucek, 1971)
- Asecodes erxias (Walker, 1848)
- Asecodes galerucae Askew, 1978
- Asecodes hispinarum Boucek, 1988
- Asecodes hyperion Graham, 1963
- Asecodes lagus (Walker, 1838)
- Asecodes lucens (Nees, 1834)
- Asecodes notandus (Silvestri, 1914)
- Asecodes orilatum Hansson, 1996
- Asecodes politum (Hansson, 1994)
- Asecodes reticulatum (Kamijo, 1986)
- Asecodes sapporense Kamijo, 1986
- Asecodes sinense (Ling, 2000)
- Asecodes suzukii Kamijo, 1986
- Asecodes turcicum (Nees, 1834)
- Asecodes violaceum (Ferrière, 1936)